# Euceros annulicornis
Euceros annulicornis là một loài tò vò trong họ Ichneumonidae.